# Marie Müller
 (octobre 2017).
Si vous disposez d'ouvrages ou d'articles de référence ou si vous connaissez des sites web de qualité traitant du thème abordé ici, merci de compléter l'article en donnant les références utiles à sa vérifiabilité et en les liant à la section « Notes et références ».
Ne doit pas être confondu avec Marie Muller (judo).
Marie Muller, née le 9 février 1951 à Folgensbourg et morte le 28 décembre 2009 à Paris, est une journaliste française.

## Biographie
Elle suit des études de lettres modernes avant d’exercer le métier de professeur de français. Durant l’été 1976, elle effectue un stage au Nouvel Observateur qui se passe si bien qu’elle est recrutée dès la rentrée.
Attachée au service société, elle a pour fonction essentielle de traiter de l’enfance, de la jeunesse et des mœurs mais aussi du tourisme et des vacances. Elle devient ainsi la grande spécialiste du journal des jeunes marginaux, rockers et autres autonomes. Mais elle le fait dans une optique internationale qui l’amène à effectuer des reportages en Allemagne en octobre 1977 ou en été 1978 pour y traiter du féminisme. Elle en vient même à interviewer l’ancien Premier ministre social-démocrate suédois Olof Palme en septembre 1976. En 1980 (août-décembre), elle effectue aussi une grande tournée en Europe de l’Est qui la fait passer de la Pologne à Prague en passant par Berlin-Est.
En 1989, elle publie un roman intitulé Bella ciao (Flammarion) où elle décrit le personnage de Christiane Duparc sous le nom de “la veuve”. Après une Enquête sur les ados sans père (1er septembre 1994), elle quitte le journal pour la rédaction en chef à Nova (décembre 1994).
En 2002, elle publie Terreur au travail (Fayard), une enquête sur le harcèlement moral.